# Khan Academy
Khan Academy est une association à but non lucratif fondée en 2008 par Salman Khan. Ayant pour objectif de « fournir un contenu éducatif de qualité, gratuit, accessible à tous et partout », le site web publie en ligne un ensemble gratuit de plus de 8 000 leçons, grâce à des tutoriels vidéo hébergés sur YouTube, des articles et des exercices abordant les mathématiques, l'informatique, la finance, la physique, la chimie, la biologie, , , l'économie et autres compétences personnelles essentielles (carrières, investissements, pension, etc.). La pédagogie de la maîtrise occupe une place centrale sur la plateforme et dans l'enseignement proposé sur Khan Academy. Il existe également une application pour accéder aux contenus gratuits, partout.

## Histoire
Salman Khan est né et a grandi à La Nouvelle-Orléans, en Louisiane. Il est d'origine sud-asiatique : son père est originaire de Barisal, au Bangladesh et sa mère est née à Calcutta, en Inde. Khan détient trois diplômes du Massachusetts Institute of Technology : un diplôme (Bachelor of science) en mathématiques, un autre en génie électrique et informatique, et enfin une maîtrise en génie électrique et informatique. Il est également titulaire d'un MBA de la Harvard Business School. 
En 2004, il crée des vidéos de mathématiques pour sa cousine Nadia, en difficulté dans cette matière. En 2006, il décide de publier sur internet les vidéos qu'il envoyait à sa cousine. Salman Khan utilise une approche plus ludique que les cours classiques durant lesquels il s’était lui-même ennuyé : « J’ai toujours voulu créer l’enseignement que j’aurais aimé recevoir », explique-t-il.
Ce n'est qu'en 2008 que la plateforme Khan Academy voit officiellement le jour et est créée par Salman Khan qui y travaille durant son temps libre. Enfin, en 2009, il décide de quitter son travail et de s'y consacrer à plein temps. Dès décembre 2009, les tutoriels de Khan Academy hébergés par YouTube reçoivent en moyenne 35 000 visites par jour. Chaque vidéo dure environ dix minutes. Les dessins sont faits avec SmoothDraw ; ils sont enregistrés et produits en utilisant la capture vidéo de Camtasia Studio (en). Salman Khan souhaitait éviter un format qui impliquerait une personne debout devant un tableau blanc, et désirait au contraire présenter le contenu comme si quelqu'un travaillait sur un problème sur une feuille de papier : « Si vous regardez quelqu'un faire un problème en pensant à voix haute, je pense que les gens trouvent ça enrichissant et pas trop intimidant »,. C'est pourquoi le spectateur ne le voit jamais à l'écran dans les vidéos explicatives. Ses cours sont détendus, sans fioritures techniques. Le visage de Khan n'apparaît donc jamais, les internautes ne voient que ce qu'il écrit et ses diagrammes sur un tableau électronique, réalisés étape par étape. Ne pas voir l'enseignant à l'écran permet aux élèves de se concentrer sur les explications données et non pas sur l'enseignant. Khan Academy ressemble à une école virtuelle, mais elle rend moins centraux la salle de classe, le campus, l'infrastructure administrative et la figure de l'enseignant,. 
Bien que le contenu actuel de Khan Academy soit principalement consacré aux mathématiques et aux sciences, Khan indique que son objectif à long terme est de fournir « des dizaines de milliers de vidéos sur presque tous les sujets » et de créer « la première école virtuelle gratuite et d'ambition mondiale ». En 2020, le confinement et l'arrêt de fonctionnement d'écoles du fait de la pandémie de maladie à coronavirus de 2019-2020 augmente encore l'audience de la Khan Academy.

## Financement
Khan Academy est une association à but non lucratif et est principalement financée grâce à des dons d’organisations philanthropiques. Dans sa déclaration au fisc, l'organisation a déclaré 31 millions de dollars de revenus en 2018 et 28 millions de dollars en 2019, dont 839 000 dollars de rémunération en 2019 pour Khan en tant que PDG[source insuffisante].
En septembre 2010, Google annonce qu'il donnera 2 millions de dollars à Khan Academy pour soutenir la création de nouveaux cours et pour lui permettre de traduire des contenus dans d’autres langues, dans le cadre du projet 10100[source secondaire nécessaire].
Salman Khan estime que sa plateforme démontre la possibilité de revoir le paradigme de la salle de classe traditionnelle, en utilisant des logiciels pour créer des tests, les noter, mettre en évidence les problèmes spécifiques de certains élèves, et encourager ceux qui réussissent le mieux à aider leurs camarades en difficulté.

## Études d'impact
Différentes études permettant d'apprécier l'utilité de la Khan Academy ont été menées aux États-Unis. Ces études n'abordent pas le cas d'élèves utilisant la plateforme dans un cadre tout à fait extrascolaire et non encadré par des professeurs, le potentiel développement d'autonomie des élèves organisant eux-mêmes leur formation n’est donc pas traité.
Une étude menée par le SRI financée par la Fondation Bill-et-Melinda-Gates analyse l'importance de l'utilisation de la plateforme dans plusieurs établissements pendant l’année scolaire 2012-2013. Parmi ses conclusions, figure le fait que l’utilisation de la plateforme Khan Academy était associée de manière positive à des résultats supérieurs aux tests (comparés aux attentes), à une diminution de l’anxiété face aux mathématiques et à une plus grande confiance en ses capacités dans ce domaine.
Dans l'Idaho, une étude[source secondaire nécessaire]  a été menée par la FSG sur un groupe de 10 500 étudiants et 173 enseignants. Cette étude conclut notamment que les élèves utilisant régulièrement les contenus proposés par Khan Academy progressent davantage que les autres.

## Khan Academy francophone
La version francophone de Khan Academy est lancée en septembre 2013 lorsque l’ONG Bibliothèques Sans Frontières France devient le partenaire francophone officiel de Khan Academy. Elle est alors chargée de l’adaptation des contenus en français.
La version française présente plus de 4 500 vidéos et 10 000 exercices et articles associés. Khan Academy francophone compte plus de 400 000 apprenants en Belgique[source insuffisante]. Tout comme la version américaine, l’accent est mis sur les mathématiques et les sciences.

## Critiques
Khan Academy a été critiquée parce que Salman Khan, son créateur, n’a pas été formé en pédagogie. De plus, certaines informations présentées dans des vidéos de mathématiques et de sciences se sont avérées inexactes. Toutefois, les erreurs ont été corrigées et un réseau de plus de 200 experts de contenus existe à présent pour répondre à ces problèmes. 
Le but de Khan Academy n’est pas de remplacer les professeurs, mais de les accompagner dans leur enseignement et de leur permettre d’avoir plus de temps pour répondre aux besoins individuels des élèves,.

## Récompenses
- En avril 2012, Salman Khan se trouvait parmi les 100 personnes les plus influentes de l'année selon le Time[18].
- Salman Khan était l’un des cinq gagnants de l’Heinz Awards dans la catégorie « condition humaine », en 2013[19].
- En 2016, Khan Academy a gagné un Shorty Awards dans la catégorie « Éducation »[20].

## Personnalités
- John Fritz Monreau, ancien étudiant en programmation de PC

## Identité visuelle

Ancien logo.
Logo actuel.